# 岩手県道122号夏油温泉江釣子線
岩手県道122号夏油温泉江釣子線（いわてけんどう122ごう げとうおんせんえづりこせん）は、岩手県北上市を通る一般県道である。

## 概要

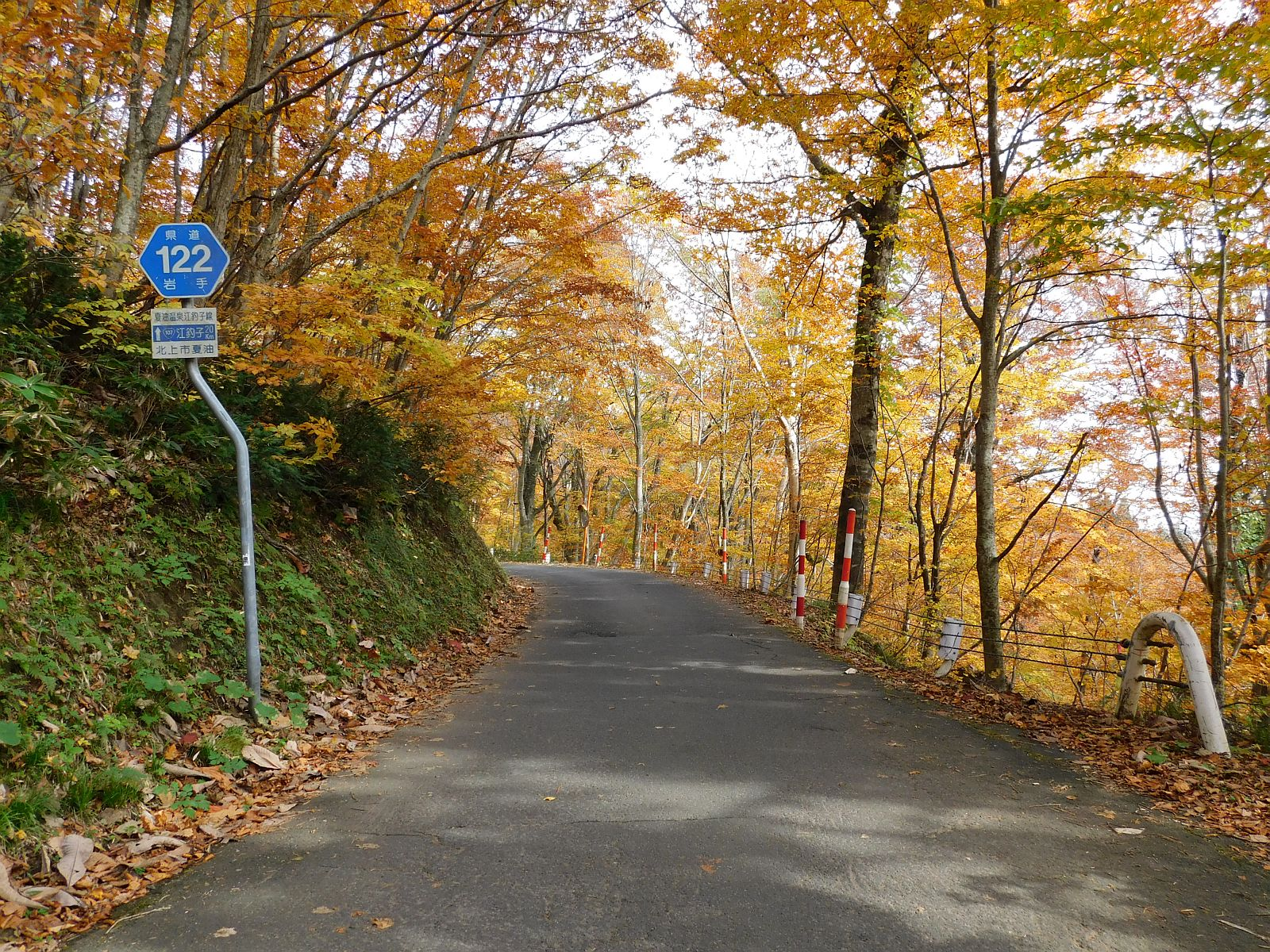
北上市和賀町岩崎新田付近（2021年10月）。冬季閉鎖区間のため、約10日後から通行止めとなった

夏油温泉から北上市上江釣子の国道107号交点に至る。夏油温泉から夏油高原スキー場入口交差点までの区間は冬期間通行止となる。

### 路線データ
- 実延長：26,178.6 m
- 起点：北上市夏油温泉
- 終点：北上市上江釣子19地割（国道107号交点）

## 重複区間
- 北上市和賀町岩崎新田2地割 - 北上市和賀町岩崎新田6地割：岩手県道37号花巻平泉線
- 北上市和賀町岩崎28地割 - 北上市和賀町岩崎32地割：岩手県道225号北上和賀線

## 地理

### 通過する自治体
- 北上市

### 交差する道路
- 岩手県道37号花巻平泉線・平泉方面（北上市和賀町岩崎新田2地割）
- 岩手県道37号花巻平泉線・花巻方面（北上市和賀町岩崎新田6地割）
- 岩手県道159号久田笹長根線（北上市和賀町岩崎3地割）
- 岩手県道302号前沢北上線（北上市和賀町岩崎16地割）
- 岩手県道225号北上和賀線・和賀方面（北上市和賀町岩崎28地割）
- 岩手県道225号北上和賀線・北上方面（北上市和賀町岩崎32地割）
- 岩手県道154号江釣子停車場線（北上市上江釣子18地割）
- 国道107号（北上市上江釣子19地割）